# Gleiß (Herrschaft)

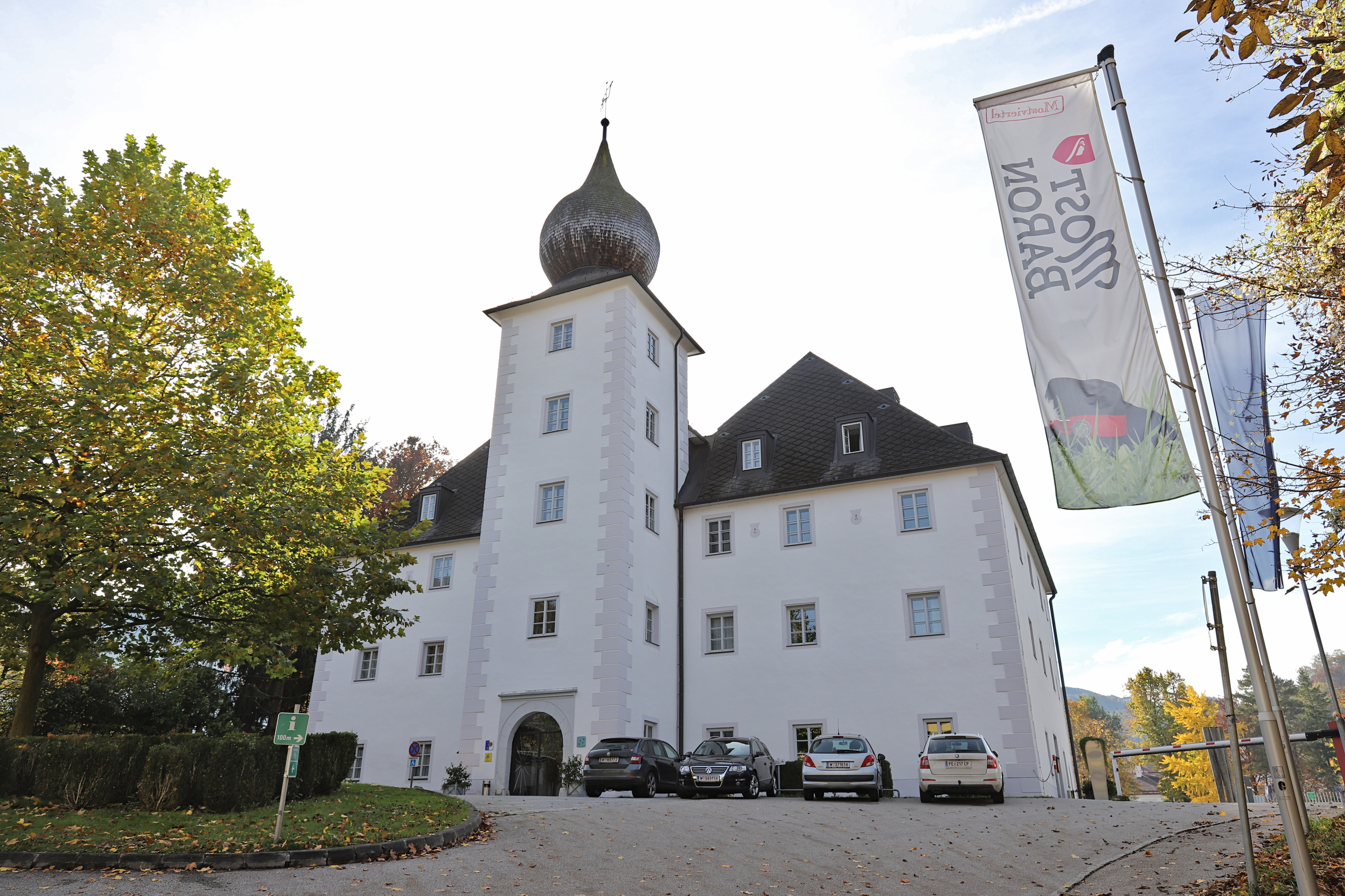
Schloss Zell an der Ybbs, Sitz der Verwaltung (2020)

Die Herrschaft Gleiß war eine Grundherrschaft im Viertel ober dem Wienerwald im Erzherzogtum Österreich unter der Enns, dem heutigen Niederösterreich.

## Ausdehnung
Die Herrschaft umfasste zuletzt die Ortsobrigkeit über Ahorn, Arzberg, Baichberg, Doppel, Ertl, St. Georg am Reith, Gleiß, Graben, Gstadt, Kogelsbach, Kottberg, Kronhobl, Nächling, Opponitz oder Hauslehen, Oberois, Oisberg, Schilchermühl, Stritzloed, Schwarzenbach, Strub, Unterzell, Walcherbach, Wühr und Zell an der Ybbs. Der Sitz der Verwaltung befand sich im Schloss Zell an der Ybbs.

## Geschichte
Letzter Inhaber der Allodialherrschaft war Ferdinand Fürst von Orsini-Rosenberg (1790–1859), der auch im Herzogtum Kärnten reich begütert war. Nach den Reformen 1848/1849 wurde die Herrschaft aufgelöst.